# Kokkuri-san
Pour plus de détails, voir Fiche technique et Distribution.
Kokkuri-san est un film japonais réalisé par Takahisa Zeze, sorti en 1997.

## Synopsis
Trois écolières se réunissent pour invoquer l'esprit de Kokkuri.

## Fiche technique
- Titre : Kokkuri-san
- Réalisation : Takahisa Zeze
- Scénario : Takahisa Zeze, Kishû Izuchi
- Producteur :
- Production :
- Musique :
- Pays d'origine :  Japon
- Langue originale : japonais
- Lieux de tournage :
- Format : couleurs
- Genre : horreur
- Durée : 1h 27
- Dates de sorties :
  -  Italie : 5 septembre 1997 à la Mostra de Venise
  -  Singapour
    - 1er mai 1998 au Festival international du film de Singapour
    - 1er avril 1999

  -  Taïwan : 21 août 1999
  -  France : 15 mai 2003 au Festival de Cannes

## Distribution
- Ayumi Yamatsu : Mio Minawa
- Hiroko Shimada : Hiroko Mizuki
- Moe Ishikawa : Masami Hirota
- Rika Furukawa : Asaka Murakami
- Saki Aoshima : Midori / Mio
- Mariko Ookubo
- Haruka Suenaga